# Guerra d'independència de Grècia
La Guerra d'independència de Grècia, també coneguda com a Revolució Grega (grec: Ελληνική Επανάσταση, Elliniki Epanastasi; otomà:يونان عصياني; turc: Yunan İsyanı), va ocórrer entre el 1821 i el 1832. Els grecs van rebre l'ajuda de diverses nacions europees, i els otomans van ser assistits per Tunísia i Egipte. Grècia va aconseguir-ne la independència i aquest dia (25 de març) se celebra com a festa nacional.

## Fets històrics anteriors
Al Segle V aC les Guerres entre coalicions de diferents polis debilitaven la Nació Grega i portaren a la derrota definitiva de la ciutat d'Esparta al 362 aC. En aquest clima de debilitat i desunió, sorgí l'oportunitat per a un regne del nord de la península, que havia rebut per segles la influència hel·lènica. Així Macedònia, liderada pel seu rei Filip II, derrota i sotmet els grecs l'any 338 aC en la batalla de Queronea. El fill de Filip, Alexandre el Gran, es va enfrontar a una revolta en Tebes i Atenes. Els seus successors van aconseguir mantenir el jou sobre la majoria de les ciutats gregues, però la Lliga Aquea i la Lliga Etòlia van aconseguir alliberar algunes com Atenes.
Però una altra vegada un nou invasor, els fills de la Magna Grècia, arrabassaria a les metròpolis la independència. El rei de Macedònia, Filip V estava en guerra amb l'emergent potència itàlica de Roma i més amb les Lligues Hel·lèniques. La derrota de la Lliga Etòlia va portar a aquesta a unir-se als romans amb l'esperança de la independència. Junts van guanyar Filip (197 aC). El mateix any la Lliga Aquea s'unia a Roma, el triomf es va aconseguir, però els seus victoriosos aliats es van girar contra ells i van dominar tota Grècia creant la província romana d'Acaia.
Ja cap al segle v dC Roma no era una ciutat emergent, era un Imperi que dominava des de Portugal a l'oest fins a Iraq a l'est i des d'Anglaterra al nord fins a Egipte al sud, això va portar a la divisió de l'Imperi en dos, i els grecs varen quedar enquadrats en la part oriental, que prengué les seves bases de la cultura hel·lènica, fent servir la llengua dels grecs com a pròpia. Aquesta part va donar origen al que avui coneixem com a Imperi Romà d'Orient, dominador de Grècia des del 493 i fins al 1453, uns anys en què els grecs van patir els atacs dels sarraïns i els abusos dels croats francs.
L'avanç dels mahometans pels dominis de l'Imperi Romà d'Orient es va fer incontenible, i el mil·lenari Imperi va veure sucumbir la seva capital, Constantinoble, l'any 1453. Des d'aleshores, els grecs passaren a estar sota control de l'Imperi Otomà. Els segles xvi, xvii i xviii van ser testimonis de les revoltes contra la dominació otomana, però només amb la decadència otomana es van donar les circumstàncies que conduïren als principis de la futura independència.

## Antecedents

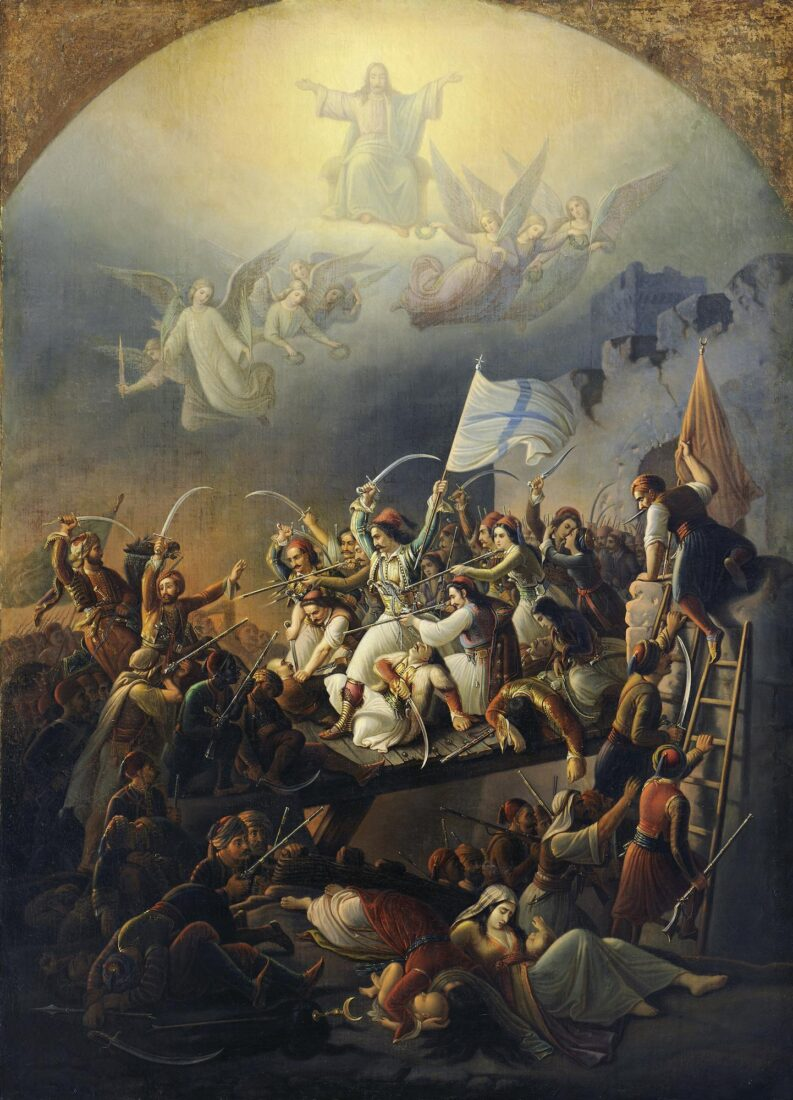
Sortida de Messolonghi, de Theódoros Vrizakis

Els primers moviments que desembocarien en la independència grega s'esdevingueren durant l'últim quart del segle xviii en què va néixer el nacionalisme grec. Aquest nou sentiment va ser recolzat pels russos que van incitar els Ortodoxos Grecs, correligionaris seus, a la revolta contra la dominació dels otomans. El 1770 arribà la primera manifestació de revolució, que va ser encapçalada pel comte rus Aleksei Grigórievitx Orlov, però no va tenir èxit. La Revolució Francesa va influir en la preparació de moviments independentistes, com ho va ser la important organització secreta  Philiké Hetairía  (Associació Amistosa), creada el 1814 a Odessa amb el propòsit de l'emancipació i la revolució.
El 1820 el Patxà de Grècia, governador del territori en nom del Soldà, es negà a enviar a aquest els impostos, de manera que el Soldà envià tropes contra ell. El 1821, els camperols grecs, Polícaros, aprofitaren la situació per començar la revolució, seguits pels comerciants, i amb el suport dels grecs que havien emigrat a altres zones d'Europa.
A causa del passat clàssic de Grècia, hi havia una gran simpatia per la causa grega a tot Europa. Molts aristòcrates europeus i rics americans, com per exemple el famós poeta Lord Byron, que va morir a Mesolongi, van prendre les armes per unir-se als revolucionaris grecs. Molts altres van finançar la revolució i l'historiador escocès filohel·lènic Thomas Gordon va prendre part en la lluita revolucionària i va escriure una de les primeres històries de la revolució en anglès.

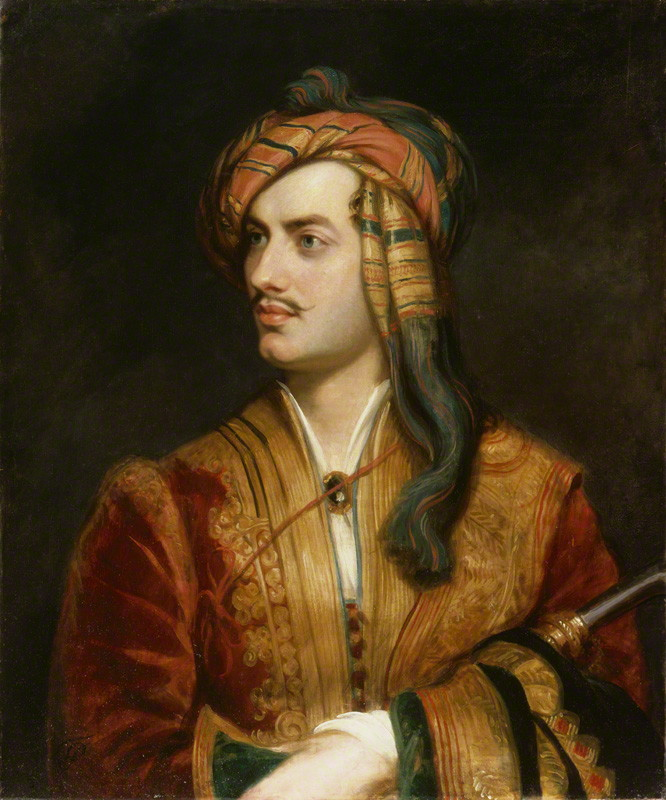
Lord Byron va ser un prominent filohel·lè anglès que va ser mort durant la revolució grega

Més enllà de la idea de croada contra els infidels otomans, va ser l'herència clàssica la que va fer que un bon nombre d'occidentals abracessin la causa grega. Lluís I de Baviera va expressar bé aquesta idea: «Europa té un deute enorme amb Grècia [...], els devem les Arts i les Ciències. » Els filohel·lens s'organitzaren en comitès per tot Europa i Amèrica. La seva principal activitat va ser la recerca de fons per a la compra d'armes. El seu repartiment va ser encarregat als més intrèpids.

## Declaració d'independència

### Principats del Danubi

Revolució de Valàquia de 1821

Aléxandros Ypsilantis, general de l'exèrcit rus i ajudant de camp d'Alexandre I, va ser elegit cap de la Philikí Hetairía l'abril de 1820 i va assumir la tasca de planificar la insurrecció. La seva intenció era aixecar tots els cristians dels Balcans en rebel·lió i potser obligar Rússia a intervenir en nom seu. Coincidint amb la revolta de Valàquia als principats del Danubi, el 22 de febrer va travessar el riu Prut amb els seus seguidors, i dos dies després va emetre una proclama cridant a tots els grecs i cristians a aixecar-se contra els otomans al monestir de Monestir de Trei Ierarhi a Iași, la capital de Moldàvia, que havia quedat en mans russes des que en 1812 Mahmut II va signar el Tractat de Bucarest va posar fi a la Guerra russo-otomana.
Quan va esclatar la revolució, les atrocitats otomanes van tenir una gran cobertura a Europa i va provocar simpatia cap a la causa grega, encara que els governs anglès i francès pensaven que la insurrecció era un pla rus per apoderar-se de Grècia i possiblement Constantinoble. Metternich, per mantenir un Imperi Otomà fort que contrapeses Rússia. va acordar amb el tsar Alexandre que no actués unilateralment, i per obtenir suport addicional, es va reunir a l'octubre amb el vescomte Castlereagh i Jordi IV del Regne Unit a Hannover amb la promesa de saldar en part els deutes financers d'Àustria amb Gran Bretanya, i restaurant l'entente anglo-austríaca va acordar el seu suport a la posició austríaca als Balcans.
Les tropes d'Ypsilantis que venien de Moldàvia es van aliar amb Tudor Vladimirescu i van aconseguir ocupar Bucarest al març. Vladimirescu va acceptar dividir el país amb Ypsilantis, preservant el control d'Oltènia, Bucarest i la meitat sud de Muntènia. Ypsilantis esperava que les seves accions fessin que l'Imperi rus intervingués en nom dels insurgents grecs, però l'emperador, un dels principals defensors del Concert d'Europa, va desautoritzar qualsevol relació amb ell i va donar efectivament als otomans la "lum verda" per marxar als Principats per fer front a la insurrecció. Veient que els grecs no tindrien el suport del tsar, Vladimirescu va negociar en secret un acord amb els otomans, que finalment van envair Valàquia a finals d'abril. Els pandurs es van retirar cap a Oltènia, i els revolucionaris grecs van arrestar i executar Vladimirescu, fent que les tropes rebels valaques es retiressin del conflicte.
Ypsilantis fou derrotat en la batalla de Drăgășani i es va retirar a Râmnicu Vâlcea, on va travessar la frontera, però Francesc II aplicant les polítiques reaccionàries de la Santa Aliança es va negar a donar asil als líders de les revoltes dels països veïns i Ypsilantis fou confinat set anys a Theresienstadt. A Moldàvia, Giorgakis Olympios i Yiannis Pharmakis van continuar la lluita durant un temps però a finals d'any les províncies havien estat pacificades pels otomans.
L'esclat de la guerra es va enfrontar amb execucions massives, atacs a l'estil de pogrom, la destrucció d'esglésies i el saqueig de propietats gregues a tot l'Imperi. Les atrocitats més greus foren la massacre de Constantinoble de 1821. El patriarca ortodox Gregori V va ser executat el 22 d'abril de 1821 per ordre del sultà malgrat la seva oposició a la revolta, que va provocar indignació a tot Europa i va resultar en un major suport als rebels grecs.

### Peloponès

Germà beneint la bandera grega al Monestir de la Santa Laura. Theodoros Vryzakis, 1865

Quan van arribar notícies dels moviments d'Aléxandros Ypsilantis als principats del Danubi, l'atmosfera al Peloponès era tensa i, a mitjan març, es van produir incidents esporàdics contra els musulmans, anunciant l'inici de l'aixecament. Segons la tradició oral, la Revolució va ser declarada pel metropolità Germà de Patres que va beneir la bandera de la llibertat el 25 de març de 1821, al Monestir de la Santa Laura, a la vora de Kalàvrita.
El 17 de març de 1821, els maniotes van declarar la guerra als turcs i el mateix dia 2.000 maniotes comandats per Petros Mavromikhalis van avançar cap a Calamata, on es van unir amb les tropes de Theódoros Kolokotronis, Nikitas Stamatelopoulos i Papaflessas, i la ciutat va caure en mans dels grecs el 23 de març. A Acaia, Kalàvrita va ser assetjada el 21 de març i a Patres els conflictes van durar molts dies perquè els otomans van llançar atacs esporàdics a la ciutat però els revolucionaris, liderats per Panagiotis Karatzas, els van fer tornar a la fortalesa.

### Grècia central
Les primeres regions que es van revoltar a la Grècia central van ser Fòcida el 24 de març i Salona el 27 de març. A Beòcia, Amfissa va ser capturada per Athanasios Diakos el 31 de març i Tebes dos dies després. Quan va començar la revolució, la major part de la població cristiana d'Atenes va fugir a Salamina. Missolonghi es va revoltar el 25 de maig, i la revolució aviat es va estendre a altres ciutats de l'oest de Grècia central. El comandant otomà del Roumeli era el general albanès Omer Vrioni, famós per les seves "caceres gregues" a l'Àtica.
Els èxits grecs inicials es van posar aviat en perill després la derrota en la batalla d'Alamana i la batalla d'Eleftherohori contra l'exèrcit d'Omer Vrioni i la mort de Athanasios Diakos capturat a Alamana i executat pels turcs quan es va negar a declarar fidelitat al sultà. Els grecs van aconseguir aturar l'avanç turc en la batalla de Gràvia quan Odisseas Androutsos amb un grapat d'homes, va infligir grans baixes a l'exèrcit turc, posposant l'avanç de Vrioni cap al Peloponès esperant reforços; en canvi, va envair Livadeia, que va capturar el 10 de juny, i Atenes, on va aixecar el setge de l'Acròpolis. Després que una força grega de 2.000 homes aconseguís destruir a Vassilika un exèrcit de socors turc en el seu camí cap a Vrioni, aquest últim va abandonar l'Àtica al setembre i es va retirar a Ioannina. A finals de 1821, els revolucionaris havien aconseguit assegurar temporalment les seves posicions a la Grècia Central.

### Reacció otomana
La notícia que els grecs s'havien revoltat va provocar una fúria assassina a tot l'Imperi Otomà. A Constantinoble, el diumenge de Pasqua, el patriarca de l'Església ortodoxa grega, Gregori V de Constantinoble, va ser penjat públicament tot i que havia condemnat la revolució i va predicar l'obediència al sultà en els seus sermons. Des de l'inici de la revolució, la Sublim Porta havia executat a l'atzar a diversos grecs destacats que vivien a Constantinoble, com ara el Dragoman de la Porta i dos dragomans retirats, diversos banquers i comerciants rics, inclòs un membre de la rica família dels Mavrocordatos, tres monjos i un sacerdot de l'església ortodoxa, i tres grecs corrents acusats de planejar enverinar el subministrament d'aigua de la ciutat. A Esmirna, que fins al 1922 era una ciutat majoritàriament grega, els soldats otomans de l'interior d'Anatòlia en el seu camí per lluitar a Grècia o els Principats danubians van organitzar un pogrom el juny de 1821 contra els grecs, i quan a un mullah local se li va demanar una fatwa que justifiqués l'assassinat de cristians per part dels musulmans i es va negar, ell també va ser assassinat.

### Reacció internacional
La notícia de la revolució va ser rebuda amb consternació pels líders conservadors d'Europa, compromesos a mantenir el sistema establert al Congrés de Viena, però acollida amb entusiasme per molta gent comuna d'arreu d'Europa. Després de l'execució del patriarca Gregori, l'emperador Alexandre I de Rússia va trencar les relacions diplomàtiques amb la Sublim Porta després que Ioannis Kapodístrias, el seu ministre d'Afers Exteriors, enviés un ultimàtum exigint promeses als otomans de deixar d'executar sacerdots ortodoxos, que la Porta no va respondre.
L'estiu de 1821, diversos joves d'arreu d'Europa van començar a reunir-se a Marsella per anar a Grècia i unir-se a la revolució, i entre l'estiu de 1821 i finals de 1822 uns 360 voluntaris van viatjar a Grècia. Els contingents més nombrosos provenien dels estats alemanys, França i els estats italians, i també s'hi van unir nord-americans.

### Les primeres institucions
Després de la caiguda de Calamata, el Senat Messeni, el primer dels consells de govern locals dels grecs, va celebrar la seva sessió inaugural, i gairebé al mateix temps, la Directorat Aqueu va ser convocat a Patras, però els seus membres aviat es van veure obligats a fugir a Kalavryta. Per iniciativa del Senat messeni es va convocar una assemblea del Peloponès, i va escollir un Senat el 26 de maig amb una majoria de membres que eren notables locals (laics i eclesiàstics) o persones controlades per ells.
Els tres grans grups socials que van proporcionar el lideratge de la revolució van ser els primats (propietaris rics que controlaven aproximadament un terç de les terres cultivables del Peloponès), els capitans extrets dels klephts i/o armatolos, i els rics comerciants, que eren els elements més occidentalitzats de la societat grega. Un dels líders més destacats dels comerciants i un "occidentalitzador" va ser el fanariota Aléxandros Mavrokordatos que vivia amb el poeta Percy Bysshe Shelley i la seva dona Mary Shelley a Pisa quan va començar la revolució, i quan va saber parlar de la revolució, va comprar subministraments i un vaixell a Marsella i després va salpar cap a Grècia. La riquesa, l'educació de Mavrokordhatos i la seva experiència com a oficial otomà governant Valàquia van portar a molts creure en ell com a líder.
Dimítrios Ipsilandis va arribar al Peloponès com a representant oficial de Philikí Hetairía per assumir el control de la Revolució, i va proposar un nou sistema d'elecció dels membres del Senat que va comptar amb el suport dels caps militars però l'oposició dels notables. Altres assemblees foren convocades també a la Grècia Central en novembre de 1821 sota el lideratge dels fanariotes Aléxandros Mavrokordatos a la part occidental, i Theodoros Negris a la part oriental, que van adoptar dos estatuts locals, la Carta de la Grècia continental occidental i l'Ordre jurídic de la Grècia continental oriental, redactats principalment per Mavrokordatos i Negris respectivament. Els estatuts preveien la creació de dos òrgans administratius locals a la Grècia central, un Areòpag a l'est i un Senat a l'oest. Els tres estatuts locals van ser reconeguts per l'Assemblea Nacional d'Epidaure, però les respectives institucions administratives es van convertir en branques administratives del govern central de la República Hel·lènica. Posteriorment van ser dissolts per la Segona Assemblea Nacional.

## Activitat revolucionària a Creta, Macedònia i Xipre

### Creta
Creta, que havia tingut una llarga història de resistència al domini turc, va tenir una important participació en la revolució però no va aconseguir l'alliberament del domini turc a causa de la intervenció egípcia. El 1821, un aixecament dels cristians va rebre una resposta ferotge de les autoritats otomanes i l'execució de diversos bisbes, considerats com a caps. Malgrat la reacció turca, la rebel·lió va persistir, i Mahmut II es va veure obligat a buscar l'ajuda de Muhàmmad Alí Paixà, intentant atreure-lo amb el pashalik de Creta. El 28 de maig de 1822, una flota egípcia de 30 vaixells de guerra i 84 transports va arribar a la badia de Souda dirigida per Hasan Pasha, gendre de Muhammad Ali; va tenir l'encàrrec d'acabar amb la rebel·lió i no va perdre el temps en la crema de pobles de tota Creta, i derrotar els rebels en la batalla d'Amourgelles el 20 d'agost de 1823, i a la primavera de 1824, la resistència es limitava a uns quants enclavaments de muntanya.
L'estiu de 1825 entre tres-cents i quatre-cents cretencs que havien lluitat al Peloponès van arribar a Creta i van revitalitzar la insurrecció cretenca i el 9 d'agost liderats per Dimitrios Kallergis i Emmanouil Antoniadis van capturar el fort de Gramvousa i altres insurgents van capturar el fort de Kissamos, i van intentar estendre la insurrecció més lluny. Tot i que els otomans no van aconseguir recuperar els forts, van aconseguir bloquejar la propagació de la insurrecció a les províncies occidentals de l'illa. Els insurgents van quedar assetjats a Gramvousa durant més de dos anys i van haver de recórrer a la pirateria per sobreviure afectant la navegació a la regió. El gener de 1828 Hadzi Michali Daliani va desembarcar a Creta amb 700 homes i al març va prendre possessió de Frangokàstel·lo a Sfakia i el governant otomà local, Mustafa Naili Pasha, va atacar Frangokàstel·lo amb un exèrcit de 8.000 homes prenent-lo després d'un setge de set dies en el que Dalianis i 385 homes van morir. En 1828, Kapodistrias va enviar Mavrocordatos amb flotes britàniques i franceses a Creta per fer front als klephts i als pirates destruint els vaixells pirates a Gramvousa i el fort va passar a comandament britànic.

### Macedònia
El líder i coordinador de la revolució a Macedònia va ser Emmanouel Pappas, que es va afiliar a la Philikí Hetairía el 1819 i va tenir una influència considerable sobre les autoritats otomanes locals, especialment el governador local, Ismail Bey, i va oferir gran part de la seva riquesa personal per a la causa. Seguint les instruccions d'Aléxandros Ypsilantis de preparar el terreny i empènyer macedonis a revoltar-se, el 23 de març Pappas va carregar armes i municions en un vaixell des de Constantinoble per dirigir-se al mont Athos, que creia el millor lloc per començar la insurrecció. No s'havien fet els preparatius adequats i el 8 de maig, els turcs, enfurismats pel desembarcament de mariners de Psara a Tsayezi, per la captura de comerciants turcs i la confiscació de les seves mercaderies, escorcollaren les cases dels notables en busca d'armes, empresonaren el metropolità i 150 mercaders, i es van apoderar dels seus béns com a represàlia pel saqueig.
A Tessalònica, el governador Yusuf Bey (fill d'Ismail Bey) va empresonar a la seva seu a més de 400 ostatges, dels quals més de 100 eren monjos i volia apoderar-se dels poderosos notables de Polýgyros, que es van assabentar de les seves intencions i van fugir. El 17 de maig, els grecs de Polýgyros van prendre les armes, van matar el governador local i 14 dels seus homes i van ferir tres més, i van rebutjar dos destacaments turcs. El 18 de maig, quan Yusuf es va assabentar dels incidents de Polygyros i de l'extensió de la insurrecció als pobles de la Península Calcídica va ordenar que la meitat dels seus ostatges fossin executats. La revolta va agafar impuls al Mont Athos i Kassandra, i l'illa de Tasos s'hi va unir però a Calcídica avançava lentament. El juny de 1821 els insurgents van intentar tallar les comunicacions entre Tràcia i el sud, intentant evitar que el serasker Haji Muhammad Bayram Pasha transferís forces des d'Àsia Menor al sud de Grècia. Tot i que els rebels el van retardar, finalment van ser derrotats al pas de Rentina, però la revolta es va estendre des de la Macedònia Central fins a la Occidental, des de l'Olimp fins a Pieria i Vermion.
A la tardor de 1821, Nikolaos Kasomoulis va ser enviat al sud de Grècia com a "representant del sud-est de Macedònia", i va conèixer Dimítrios Ipsilandis. A principis de 1822, Anastasios Karatasos i Aggelis Gatsos concertaren una reunió amb altres armatoloi, decidint que la insurrecció s'havia de basar en tres ciutats: Naoussa, Kastania i Siatista. Al març de 1822, Mehmed Emin va aconseguir victòries decisives a Kolindros i Kastania però a Naousa, Zafeirakis Theodosiou, Karatasos i Gatsos van organitzar la defensa de la ciutat aturant als otomans fins l'arribada de Mehmed Emin amb 10.000 soldats regulars i 10.600 irregulars amb els que va capturar Naousa a l'abril. Els que van trencar el setge de Naousa van retrocedir a Kozani, Siatista i el riu Aspropotamos, o van ser transportats per la flota psaria a les illes del nord de l'Egeu.

### Xipre
Konstandinos Kanaris va arribar a un petit port de Xipre prop del poble d'Agios Sergios el 19 de juny de 1821 des d'Egipte i després d'una breu parada va fondejar els seus set vaixells a la badia d'Asprovryssi reclutant gran nombre de xipriotes per lluitar a Grècia creant la "Columna dels xipriotes" («Φάλαγγα των Κυπρίων»), comandada per Haji Christos Boulgaris mentre es repartien proclames per tots els racons de l'illa. El paxà local, Küçük Mehmet, va reaccionar amb fúria, cridant reforços, confiscant armes i arrestant a diversos xipriotes destacats. L'arquebisbe Kyprianos va ser instat (pels seus amics) a abandonar l'illa a mesura que la situació empitjorava, però es va negar a fer-ho. Finalment, el 9 de juliol de 1821 Küçük Mehmet va fer tancar les portes de la ciutat emmurallada de Nicòsia i executar, decapitant o penjant, 470 xipriotes importants entre ells Chrysanthos (bisbe de Pafos), Meletios (bisbe de Kition) i Lavrentios (bisbe de Kyrenia). L'arquebisbe Kyprianos, el cap de l'Església Ortodoxa de Xipre va ser penjat públicament.

## Guerra naval
Des del principi de la revolució, tenir èxit al mar va ser vital per als grecs, perquè quan podien contrarestar l'armada otomana es reabastien i reforçaven les guarnicions otomanes que havien quedat aïllades, amenaçant amb aixafar la rebel·lió; així mateix, el fracàs de la flota grega per trencar el bloqueig naval de Messolonghi el 1826 va provocar la caiguda de la ciutat.
La flota grega estava equipada principalment per illencs pròspers de l'Egeu, principalment de les illes d'Hidra i Spetses, així com de Psara. Cada illa equipava, tripulava i mantenia el seu propi esquadró amb el seu propi almirall. Encara que estaven tripulats per tripulacions experimentades, els vaixells grecs no estaven dissenyats per a la guerra, ja que eren mercaders armats equipats només amb canons lleugers, i enfront tenien la flota otomana amb vaixells de guerra i embarcacions de suport, amb els recursos del vast Imperi Otomà i comandament centralitzat i disciplinat sota el Kapudan paixà. La mida total de la flota otomana constava de 20 navilis de línia de tres pals, cadascun amb uns 80 canons i 7 o 8 fragates amb 50 canons, 5 corbetes amb uns 30 canons i uns 40 bergantins amb 20 o menys canons, complementats amb esquadrons dels estats vassalls del Magrib (Regència d'Alger, Regència de Trípoli i Beylicat de Tunis) i l'eyalet d'Egipte.

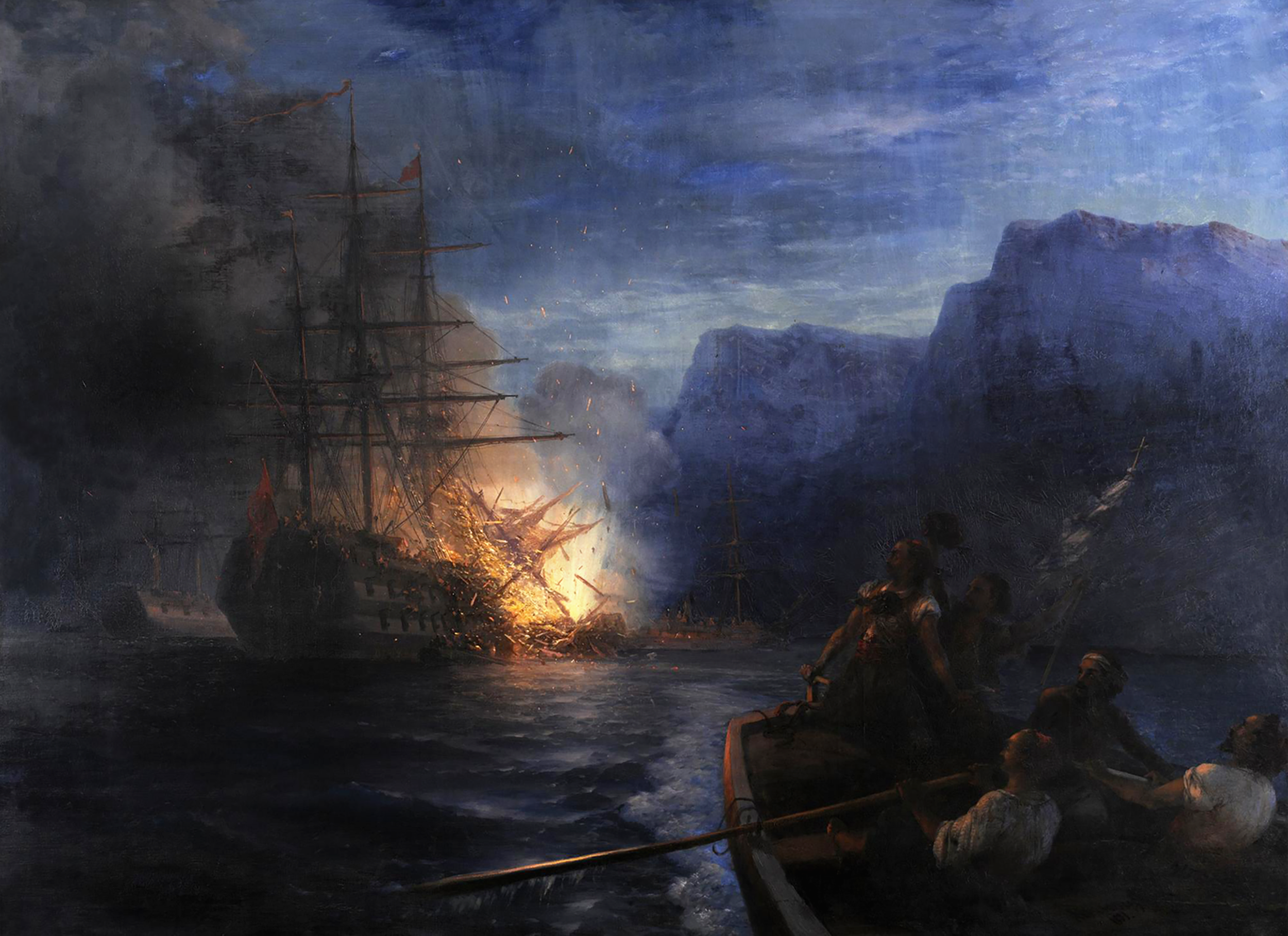
La crema del vaixell insígnia turc per part de Kanaris, pintura d'Ivan Aivazovsky, 1881

Davant d'aquesta situació, els grecs van decidir utilitzar brulots, que havien demostrat ser efectius per als psaris durant la revolta d'Orlov el 1770. La primera prova es va fer a Eresos el 27 de maig de 1821, quan una fragata otomana va ser destruïda amb èxit per un brulot dirigit per Dimitrios Papanikolis. En els anys següents, els èxits dels brulots grecs augmentarien la seva reputació, amb actes com la destrucció del vaixell insígnia otomà per part de Konstantinos Kanaris a Quios, després de la massacre de Quios el juny de 1822, on va morir el kapudan Pasha Nasuhzade Ali Paixà.
Al mateix temps, també es van lluitar accions navals convencionals, en les quals es van distingir comandants navals com Andreas Miaoulis. Els primers èxits de la flota grega en enfrontaments directes amb els otomans a Patras i Spetses van donar confiança a les tripulacions i van contribuir en gran manera a la supervivència i l'èxit de l'aixecament al Peloponès. Més tard, però, quan Grècia es va veure embolicada en una guerra civil, el sultà va demanar ajuda al seu súbdit més fort, Muhàmmad Alí Paixà d'Egipte. Plagats per lluites internes i dificultats financeres per mantenir la flota en constant preparació, els grecs no van poder evitar la captura i destrucció de Kasos i Psara el 1824, ni el desembarcament de l'exèrcit egipci a Methoni. Malgrat les victòries a Samos i Gerontas, la Revolució es va veure amenaçada de col·lapse fins a la intervenció de les grans potències en la batalla de Navarino el 1827.

## 1822-1824
L'activitat revolucionària es va fragmentar per la manca d'un lideratge fort. Tanmateix, el bàndol grec va resistir els atacs turcs perquè les campanyes militars otomanes eren periòdiques i la presència otomana a les zones rebels estava descoordinada per problemes logístics. Les difícils relacions otomanes amb Rússia havien empitjorat amb l'execució del patriarca Gregori V de Constantinoble i la Sublim Porta necessitava concentrar forces substancials a la frontera russa per si esclatava la guerra.
Entre octubre de 1820 i juliol de 1823 els otomans estigueren en guerra amb Pèrsia, i el març de 1823 un gran incendi a l'arsenal militar de Tophana a Constantinoble va destruir gran part de la munició otomana i la seva principal foneria de canons. A falta d'homes i diners, l'estat otomà es va dedicar a contractar tribus albaneses per lluitar contra els grecs, i el 1823, en lloc de l'exèrcit otomà la major part de les forces otomanes a Grècia la componien mercenaris albanesos contractats per a una campanya. Els caps militars grecs preferien camps de batalla on poguessin aniquilar la superioritat numèrica de l'oponent i, al mateix temps, la manca d'artilleria dificultava els esforços militars otomans.

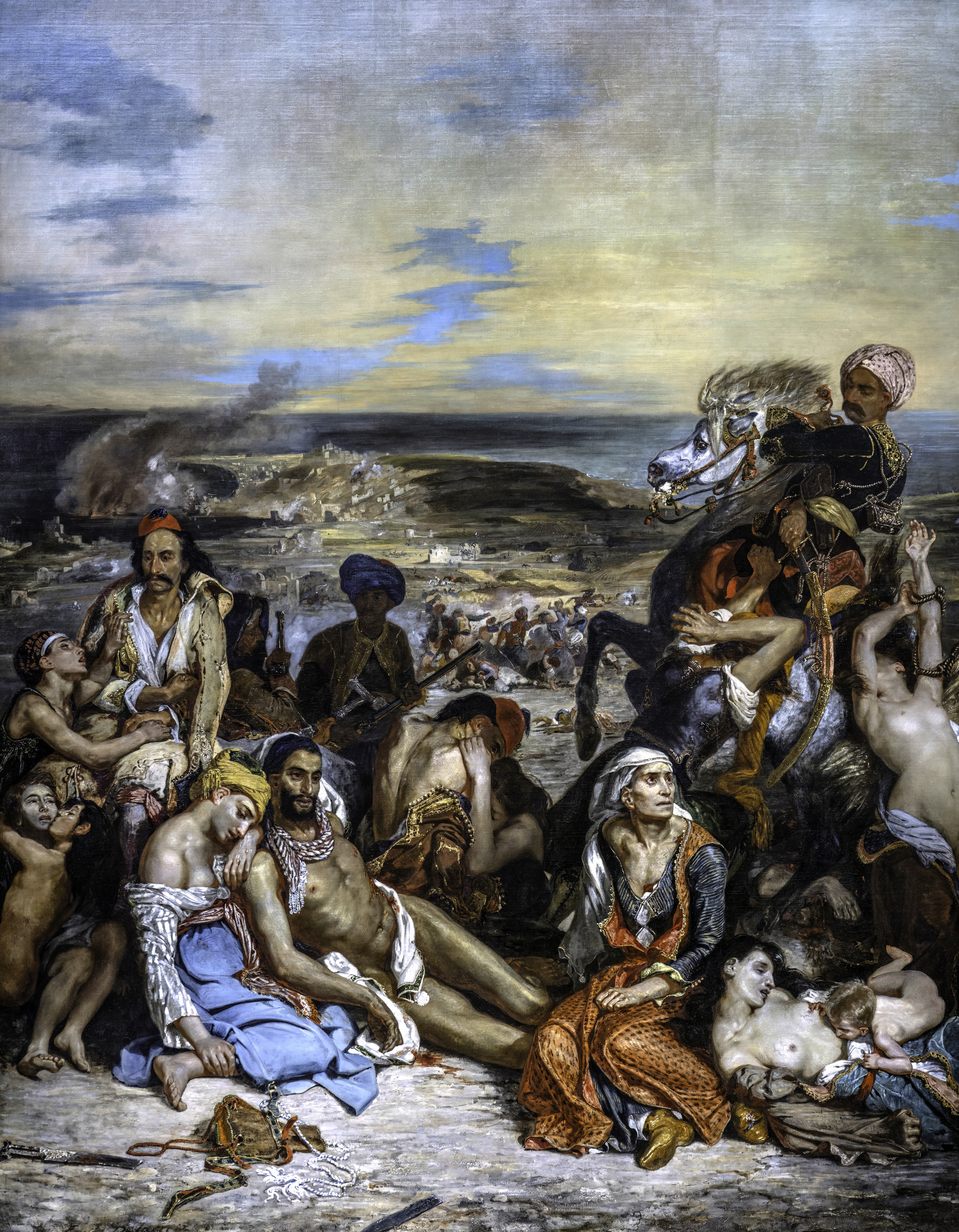
La massacre de Quios, d' Eugène Delacroix

L'11 d'abril de 1822, la flota otomana comandada per Nasuhzade Ali Pasha va arribar a l'illa de Quios, on els mariners i els soldats otomans van començar ràpidament a matar i violar sense pietat. Abans de la massacre, a Quios hi vivien entre 100.000 i 120.000 grecs, dels quals uns 25.000 van ser assassinats en la massacre, i 45.000, la majoria dones i nens venuts com a esclaus.
La massacre de Quios va impactar a tot Europa i va augmentar encara més la simpatia pública per la causa grega. Els grecs van encarregar la venjança a Konstandinos Kanaris, un comandant naval de l'illa de Psara. Aquest es va presentar a Quios, on encara hi havia la flota otomana celebrant el ramadà i ajudat pel comandant Andreas Pipinos, va encerclar les naus otomanes i les va cremar el 18 de juny de 1822. Va morir el kapudan Pasha Nasuhzade Ali Paixà i altres oficials, però molts dels morts eren quians esclavitzats per vendre als mercats d'esclaus de Constantinoble.
El juliol de 1822, els grecs comandats per Alexandros Mavrokordatosi derrotaren un exèrcit otomà comandat per Omer Vrioni en la batalla de Peta, però Gogos Bakolas va traicionar als seus, permetent a la infanteria albanesa avançar per la cresta i la batalla va acabar amb una victòria otomana. Les successives campanyes militars dels otomans a l'oest i l'est de Grècia foren rebutjades: el 1822, Mahmud Dramali Pasha va travessar Rumèlia i va envair Morea, el cor de la revolta, però va patir una greu derrota a mans de Theódoros Kolokotronis en la batalla de Dervenakia.
El govern grec, no tenia diners des de l'inici de la revolució, i el febrer de 1823 el banquer Andréas Louriótis va arribar a Londres, per demanar un préstec a la City, assistit pel Comitè Grec de Londres, que incloïa diversos diputats i intel·lectuals. La campanya de 1823 a l'oest de Grècia va ser dirigida per Mustafa Reshit Pasha amb les forces d'Albània del Nord, i Omer Vrioni amb les forces d'Albània del Sud. A l'estiu Markos Botsaris va ser morir en la batalla de Karpenisi en l'intent d'aturar l'avanç de les forces albaneses otomanes, i la notícia de la seva mort a Europa va generar una onada de simpatia per la causa grega. La campanya va acabar després del segon setge de Missolonghi el desembre de 1823. Al febrer de 1824, el préstec anglès per a Grècia va atraure unes 472.000 lliures esterlines.

## Les guerres civils gregues 1823-1825
La Primera Assemblea Nacional d'Epidaure de finals de desembre de 1821 estava formada gairebé exclusivament per notables del Peloponès. L'Assemblea va redactar la primera Constitució grega i va nomenar Aléxandros Mavrokordatos com a president de l'executiu, mentre que Dimítrios Ipsilandis, que havia convocat l'Assemblea, va ser elegit president del cos legislatiu per governar els territoris alliberats.
Els caps militars i representants de Philikí Hetairía foren marginats, però a poc a poc la influència política de Theódoros Kolokotronis va anar creixent, i aviat va aconseguir controlar el Senat del Peloponès. L'administració central va intentar marginar Kolokotronis, que havia pres la fortalesa de Nàuplia el novembre de 1822, on l'administració central volia fer la nova Assemblea Nacional, i va demanar a Kolokotronis que lliurés la fortalesa al govern però s'hi va negar, i finalment l'Assemblea es va reunir el març de 1823 a Astros. El govern central es va reforçar a costa dels òrgans regionals, es va votar una nova constitució i es van escollir nous membres per a l'executiu i els cossos legislatius.
Intentant persuadir els caps militars, l'administració central va proposar a Kolokotronis que participés en l'òrgan executiu com a vicepresident. Kolokotronis va acceptar, però va provocar una greu crisi quan va impedir que Mavrokordatos, que havia estat escollit president del cos legislatiu, assumís el seu càrrec. La seva actitud cap a Mavrokordatos va causar indignació entre els membres del cos legislatiu. La crisi va culminar quan la legislatura, que estava controlada pels rumeliotes i els hidriotes, va tombar l'executiu i va acomiadar el seu president, Petros Mavromichalis. Kolokotronis i la majoria dels notables i capitans del Peloponès van donar suport a Mavromichalis, que va romandre president del seu executiu a Tripolitza. No obstant això, un segon executiu, recolzat pels illencs, els rumeliotes i alguns notables aqueus, entre ells Andreas Zaimis i Andreas Londos es va formar a Kranidi amb Geórgios Kunduriotis com a president.
El març de 1824, les forces del nou executiu van assetjar Nàuplia i Tripolitza. Després d'un mes de baralles i negociacions, es va arribar a un acord entre Kolokotronis, d'una banda, i Londos i Zaimis, de l'altra. El 22 de maig va acabar oficialment la primera fase de la guerra civil, però la majoria dels membres del nou executiu estaven disgustats pels termes moderats de l'acord que van negociar Londos i Zaimis. Durant aquest període, havien arribat les dues primeres quotes del préstec anglès i el govern s'havia reforçat però la disputa continuava. Zaimis i els altres peloponesos que donaven suport a Kountouriotis van entrar en conflicte amb l'òrgan executiu i es van aliar amb Kolokotronis, que va aixecar els residents de Tripolitza contra els recaptadors del govern. Papaflessas i Yannis Makriyannis no van poder reprimir la rebel·lió, però Kolokotronis va romandre inactiu durant un temps aclaparat per la mort del seu fill, Panos Kolokotronis. El govern va reagrupar els seus exèrcits, formats principalment per rumeliotes i souliotes albanesos cristians ortodoxos, dirigits per Ioannis Kolettis, que volia una victòria completa. A les ordres de Kolettis, dos cossos de Rumeliotes i Souliotes van envair el Peloponès: el primer comandat per Gouras va ocupar Corint i va assaltar la província; el segon sota Karaiskakis, Kitsos Tzavelas i altres, va atacar Lindos i Zaimis a Acaia. El gener de 1825, una força rumeliota, dirigida pel mateix Kolettis, va arrestar Kolokotronis, la família de Deligiannis i altres. El maig de 1825, sota la pressió de la intervenció egípcia, els presoners foren alliberats i se'ls va concedir l'amnistia.

## La intervenció egípcia
Després de la declaració d'independència grega, Mahmut II i Muhàmmad Alí Paixà d'Egipte s'aliaren contra la revolta. La intervenció egípcia s'havia de limitar a Creta i Xipre però l'èxit de les tropes de Muhàmmad Alí en ambdós llocs va posar els turcs davant d'un dilema molt difícil, ja que temien les ambicions expansionistes de Muhammad Ali, que finalment va acceptar enviar el seu fill Ibrahim Paixà a Grècia a canvi no només de Creta i Xipre, sinó també del Peloponès i Síria. El 19 de juliol de 1824, la flota més gran vista al Mediterrani des que Napoleó va envair Egipte el 1798 va sortir d'Alexandria, formada per 54 vaixells de guerra i 400 transports que transportaven 14.000 infants entrenats per França, 2.000 cavallers i uns 150 canons i 500 artillers.

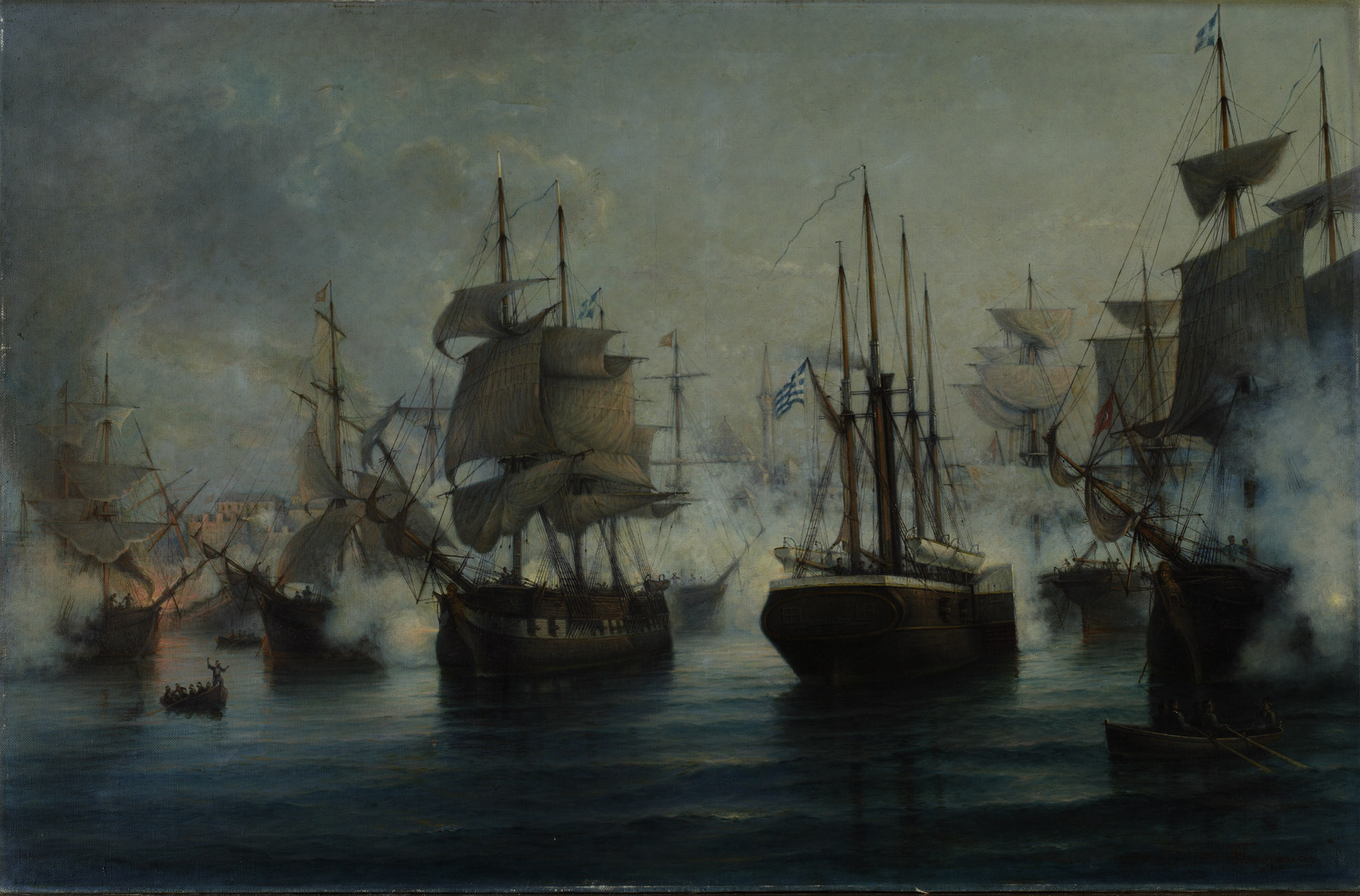
Pintura que mostra el Karteria en acció en la batalla d'Itea en 1827

Tot i que el govern grec havia malgastat els diners del primer préstec, el 7 de febrer de 1825, Londres va oferir un segon préstec d'uns 1,1 milions de lliures esterlines, que hauria de ser gestionat per una Junta de Control de Londres per comprar vaixells de guerra i altres subministraments per ser lliurats als grecs. La Junta va contractar Thomas Cochrane per comandar l'armada grega i comprar la tecnologia revolucionària del vaixell de vapor creient que l'ús de vaixells de guerra mecanitzats propulsats per vapor i amb munició incendiària permetria als grecs dominar l'armada otomana impulsada a vela. Hastings va persuadir la Junta de Control d'invertir en vaixells de vapor.
Ibrahim Pasha va desembarcar a Methoni el 24 de febrer de 1825, i un mes després es va unir al seu exèrcit de 10.000 infants i 1.000 de cavalleria. Els grecs no esperaven un desembarcament a l'hivern i foren agafats per sorpresa, a més, els egipcis, entrenats per oficials francesos eren soldats durs i resistents a diferència de les unitats turques i albaneses contra les quals els grecs havien estat lluitant fins aleshores. Ibrahim va derrotar la guarnició grega a la petita illa de Sphacteria davant de la costa de Messènia, i amb els grecs en desordre, Ibrahim va devastar el Peloponès occidental i va matar Papaflessas en la batalla de Maniaki. Per intentar aturar Ibrahim, Konstandinos Kanaris va liderar l'atac a Alexandria per destruir la flota egípcia, que va fracassar a causa d'un canvi sobtat de vent.
L'opinió popular tant a Grècia com a la resta d'Europa va acreditar a Ibrahim Pasha l'anomenat "projecte de barbarització" que preveia deportar tota la població grega cristiana a Egipte com a esclaus i substituir-los per pagesos egipcis, un pla negat pels otomans. Rússia va advertir que si el projecte era un pla real suposaria una violació tan flagrant del Tractat de Küčük Kaynardja que portaria a Rússia a la guerra contra els otomans, i Gran Bretanya a intervenir per aturar-lo per evitar que els russos conquerir l'Imperi Otomà. El govern grec, en un intent d'aturar els egipcis, va alliberar Theódoros Kolokotronis de la presó, però tampoc va tenir èxit. A finals de juny, Ibrahim havia capturat la ciutat d'Argos i estava a poca distància de Nàuplia, però la ciutat va ser salvada per Yannis Makriyannis i Dimítrios Ipsilandis, i Ibrahim es va retirar a Tripolitza.

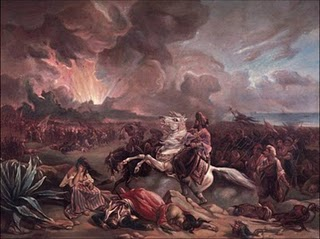
L'atac d'Ibrahim Pasha a Messolonghi, per Giuseppe Mazzola

Des del 15 d'abril de 1825 els exèrcits turcs de la Grècia central assetjaven Mesolongi per tercera vegada, quan Navarino va caure en mans d'Ibrahim. A principis de tardor, l'armada grega, sota el comandament de Miaoulis, va obligar la flota turca del golf de Corint a retirar-se, després d'atacar-la amb brulots. Ibrahim es va reunir amb els turcs a Mesolongi a mitjan hivern sense penetrar les defenses de la ciutat. A la primavera de 1826, Ibrahim va aconseguir capturar els pantans de la ciutat, encara que no sense grans pèrdues tallant els grecs del mar i bloquejant la ruta de subministrament. Encara que els egipcis i els turcs els van oferir condicions, els grecs es van negar i van continuar lluitant. El 22 d'abril, 3.000 grecs van sortir de la ciutat durant la nit per tallar un camí a través de les línies egípcies i permetre que 6.000 dones, nens i no combatents els seguissin però un desertor búlgar va informar a Ibrahim de la intenció dels grecs, i va fer desplegar tot el seu exèrcit; només 1.800 grecs van aconseguir travessar les línies egípcies. Entre 3.000 i 4.000 dones i nens van ser esclavitzats i moltes de les persones que es van quedar enrere suïcidar-se per no ser esclavitzats.
El maig de 1826, Hastings va arribar a Grècia amb un vaixell de vapor de construcció britànica, el Karteria (Perseverança), que va sorprendre els grecs en veure un vaixell propulsat per vapor i no es movia ni amb vela ni amb rems, sent el primer vaixell de guerra mecanitzat emprat en combat, en gener de 1827 a Phaleron. El Karteria va patir constants avaries de motor, però Hastings va poder utilitzar el vaixell amb èxit dues vegades durant els dos anys següents, en la batalla de Volos i la batalla d'Itea.
Ibrahim va intentar entrar a la península de Mani des del nord-est prop d'Almiro el 21 de juny de 1826, però es va veure obligat a aturar-se a les fortificacions de Vergas al nord. El seu exèrcit de 7.000 homes va ser retingut per un exèrcit de 2.000 maniotes i 500 refugiats d'altres parts de Grècia fins que Kolokotronis va atacar la rereguarda dels egipcis i els va obligar a retirar-se. Els maniotes van perseguir els egipcis fins a Calamata abans de tornar a Vergas. A la vegada, Ibrahim va enviar la seva flota més avall a la costa de Mani per tal de flanquejar els defensors grecs i atacar-los des de la rereguarda però quan la seva força va aterrar a Pyrgos Dirou, es van enfrontar a un grup de dones maniotes i les van repel·lir. Ibrahim va tornar a intentar entrar a Mani des de la Laconia central, però de nou els maniotes van derrotar les forces turques i egípcies a Polytsaravo impedint ocupar Mani.
Les pèrdues que Ibrahim Pasha havia patit al setge de Missolonghi havien reduït molt el seu exèrcit, i es va passar la resta de 1826 perseguint les guerrilles gregues a les muntanyes. A finals de juny de 1826 Reşid Mehmed Paixà va assetjar Atenes i a mitjans d'agost, només l'Acròpoli encara resistia sota Yannis Gouras. Per trencar el setge, el 18 d'agost el líder guerriller Georgios Karaiskakis i el coronel Charles Nicolas Fabvier van atacar Reshid Pasha però van ser rebutjats patint uns 300 morts. El 13 d'octubre de 1826, Gouras va morir pel tret d'un franctirador otomà i una setmana més tard Yannis Makriyannis va ser ferit tres vegades en un sol dia. Al desembre, Febvier va poder infiltrar-se amb uns 500 homes a l'Acròpoli amb subministraments de pólvora molt necessaris.
L'estiu de 1826, el govern grec va donar el comandament del seu exèrcit al general britànic Richard Church, que va desembarcar a Grècia el març de 1827 rebut per Kolokotronis. Una setmana més tard, Thomas Cochrane va arribar per prendre el comandament de l'armada grega i es va negar a abandonar el seu vaixell fins que els grecs acordessin formar un govern unit. El 31 de març de 1827 l'Assemblea de Trezènia va començar els seus treballs, redactant una nova constitució i va oferir la presidència de Grècia a Ioannis Kapodístrias.
El setge d'Atenes continuava, i el 5 de febrer de 1827, 2.300 grecs comandats del coronel Thomas Gordon va desembarcar al Pireu i va assetjar el monestir d'Ayios Spiridhon, en mans de les tropes turques i albaneses. L'abril de 1827, Church i Cochrane van arribar a Atenes i immediatament es van enfrontar per l'estratègia. Quan la guarnició otomana del monestir es va rendir, se'ls va prometre un salconduit, però mentre marxaven la majoria dels soldats otomans van morir. Cochrane va insistir en fer un atac nocturn a través de les planes obertes per trencar el setge, que es va fer el 5 de maig de 1827 acabant en un desastre quan les forces gregues es van perdre i es van dispersar mentre els capitans es barallaven entre ells. Això va conduir a una devastadora càrrega de cavalleria otomana al matí, amb els otomans caçant les forces gregues disperses. El 5 de juny de 1827, l'Acròpolis es va rendir en l'última victòria otomana de la guerra. Aquesta derrota va destruir la moral grega i els únics llocs de la Grècia continental que van perseverar després de la batalla eren la península de Mani i Nàuplia, la seu del govern.
Ioannis Kapodístrias va arribar a Grècia per convertir-se en governador el 28 de gener de 1828 i la seva primera tasca va ser la creació d'un estat i una societat civil, alienant a molts amb els seus modals altius i el seu menyspreu a la major part de l'elit grega, però va atreure el suport de diversos dels capitans, com Theódoros Kolokotronis i Yannis Makriyannis, que van proporcionar la força militar necessària per donar suport a les seves decisions. Kapodistrias estava ben connectat amb l'elit europea i va intentar utilitzar les seves connexions per assegurar préstecs per al nou estat grec i aconseguir les fronteres més favorables per a Grècia, que estava sent debatuda per russos, francesos i britànics.

## La intervenció aliada

### Hostilitat inicial
Al Congrés de Laibach el tsar rus Alexandre I va rebre la notícia de la invasió dels Principats danubians per part d'Aléxandros Ypsilantis, que anunciava l'esclat de la Guerra d'independència de Grècia, i des de Laibach, Ioannis Kapodístrias d'origen grec va transmetre al líder grec el rebuig del tsar a la seva acció. La notícia de la revolució va ser rebuda amb consternació pels líders conservadors d'Europa, el ministre d'assumptes exteriors britànic Lord Castlereagh, el canceller austríac Klemens von Metternich i Alexandre I de Rússia que van reconèixer la degeneració de l'Imperi Otomà, sense saber com gestionar la Qüestió d'Orient, compromesos com estaven a mantenir el sistema establert al Congrés de Viena, però acollida amb entusiasme per molta gent comuna d'arreu d'Europa.
Metternich va persuadir Alexandre que Kapodistrias estava aliat amb els carbonaris italians i es mostrava cada cop més actiu en suport de la revolució grega, però sense aconseguir el suport d'Alexandre per a declarar la guerra als otomans, estava en una situació insostenible i el 1822 va prendre una excedència del càrrec de ministre d'Afers Exteriors i es va retirar a Ginebra on es va dedicar a donar suport a la revolució grega organitzant suport material i moral.
No obstant això, la posició d'Alexandre era ambivalent, ja que es considerava el protector de l'Església Ortodoxa, i els seus súbdits es van veure profundament commoguts per la penjada del Patriarca. Aquests factors expliquen que, després de denunciar la Revolució grega, Alexandre va trencar les relacions diplomàtiques amb Constantinoble després de les massacres gregues a Constantinoble i de l'execució del patriarca Gregori. No obstant això, el perill de guerra va passar temporalment, després que Metternich i Castlereagh van persuadir el sultà de fer algunes concessions al tsar. El 14 de desembre de 1822, la Santa Aliança va denunciar la Revolució grega.

### Canvi de postura
A la mort de Castlereagh l'agost de 1822, George Canning el va substituir com a secretari d'Afers Exteriors, i es va veure influenciat per la creixent agitació popular contra els otomans, creient que un acord ja no es podia ajornar tement que Rússia pogués emprendre accions unilaterals contra l'Imperi Otomà. El primer senyal d'un canvi en la política anglesa cap a Grècia va ser el reconeixement el març de 1823 que els rebels grecs eren lluitadors per la llibertat legítims i acceptant que els mariners grecs tenien el dret d'aturar i cercar vaixells neutrals que naveguen a la proximitat de les illes gregues i el continent, actitud apreciada per França i Rússia. Després d'un desacord amb el Otomans, els ambaixadors d'aquests tres països van sortir d'Istanbull. El comissari de les illes Jòniques, que eren una colònia britànica, va rebre l'ordre de considerar els grecs en estat de guerra i donar-los el dret de tallar determinades zones de les quals els turcs podien obtenir provisions. Aquestes mesures van provocar l'augment de la influència britànica, reforçada amb l'emissió de dos préstecs amb titulars de fons britànics el 1824 i el 1825. Aquests préstecs van inspirar el creació del partit polític "britànic" a Grècia, l'opinió del qual era que la revolució només podria acabar amb èxit amb l'ajuda de Gran Bretanya, i també van fer la seva aparició partits afiliats a Rússia i França. Més tard, aquests partits lluitarien pel poder durant el regnat del rei Otó I.
Les primeres batalles, com la de Quios, les va guanyar clarament l'Imperi Otomà. Els combats entre grecs i otomans van continuar fins a 1825, quan el soldà Mahmut II va demanar ajuda al seu vassall més poderós, Egipte, que va desembarcar el febrer de 1825 i va posar la major part de la península sota control egipci a finals d'aquell any. Missolonghi va caure l'abril de 1826 després d'un any de setge per part dels turcs. Malgrat una invasió fallida de Mani, Atenes també va caure i la revolució semblava gairebé perduda.
Quan Nicolau I de Rússia va succeir a Alexandre I de Rússia el desembre de 1825, Canning va decidir actuar immediatament enviant el duc de Wellington a Rússia, i el resultat va ser el Protocol de Sant Petersburg del 4 d'abril de 1826 pel qual les dues potències van acordar mediar entre otomans i grecs sobre la base de l'autonomia completa de Grècia sota sobirania turca. El protocol va ser menystingut per Metternich i Frederic Guillem III de Prússia. Abans de reunir-se amb Wellington, el tsar ja havia enviat un ultimàtum a la Porta, exigint que els Principats del Danubi fossin evacuats immediatament i que s'enviessin plenipotenciaris a Rússia per resoldre els problemes pendents. El sultà va acceptar enviar els plenipotenciaris, i el 7 d'octubre de 1826 va signar la Convenció d'Akkerman, en la qual s'acceptaven les demandes russes sobre els principats de Sèrbia, Moldàvia i Valàquia.
Els grecs van sol·licitar formalment la mediació prevista en el Protocol de Sant Petersburg però turcs i egipcis no van mostrar la voluntat de deixar de lluitar. França, que inicialment va donar suport al seu client Muhàmmad Alí Paixà amb armes i oficials per entrenar el seu exèrcit, va canviar la seva posició pels sentiments progrecs del poble francès i perquè el rei Carles X de França veia la mediació com a una manera d'assegurar la influència francesa a Grècia perquè el Regne Unit i Rússia imposarien la mediació amb o sense França, i si els francesos no hi participaven Grècia estaria a l'esfera d'influència anglo-russa, mentre que si els francesos hi participaven, també estaria a l'esfera d'influència francesa. Canning es va preparar per a l'acció negociant el tractat de Londres el 6 de juliol de 1827 amb França i Rússia preveient que els aliats tornarien a oferir negociacions, i si el sultà ho rebutjava, exercirien tots els mitjans que les circumstàncies permetrien per forçar el cessament de les hostilitats. A finals de juliol de 1827 es va saber que la nova flota de Muhàmmad Alí estava completada a Alexandria i navegava cap a Navarino per unir-se a la resta de la flota egipcio-turca per atacar Hydra i fer fora de la guerra la flota de l'illa. El 29 d'agost, la Porta va rebutjar formalment les estipulacions del Tractat de Londres i Rússia, Gran Bretanya i França van decidir intervenir militarment als Balcans, enviant els comandants en cap de les flotes mediterrànies britànica i francesa, l'almirall Edward Codrington i l'almirall Henri de Rigny, que van navegar al golf d'Argos i van demanar que reunir-se amb representants grecs a bord de l'HMS Asia. Les flotes van interceptar la marina otomana a Navarino el 20 d'octubre derrotant els otomans en la batalla de Navarino.

### La batalla de Navarino

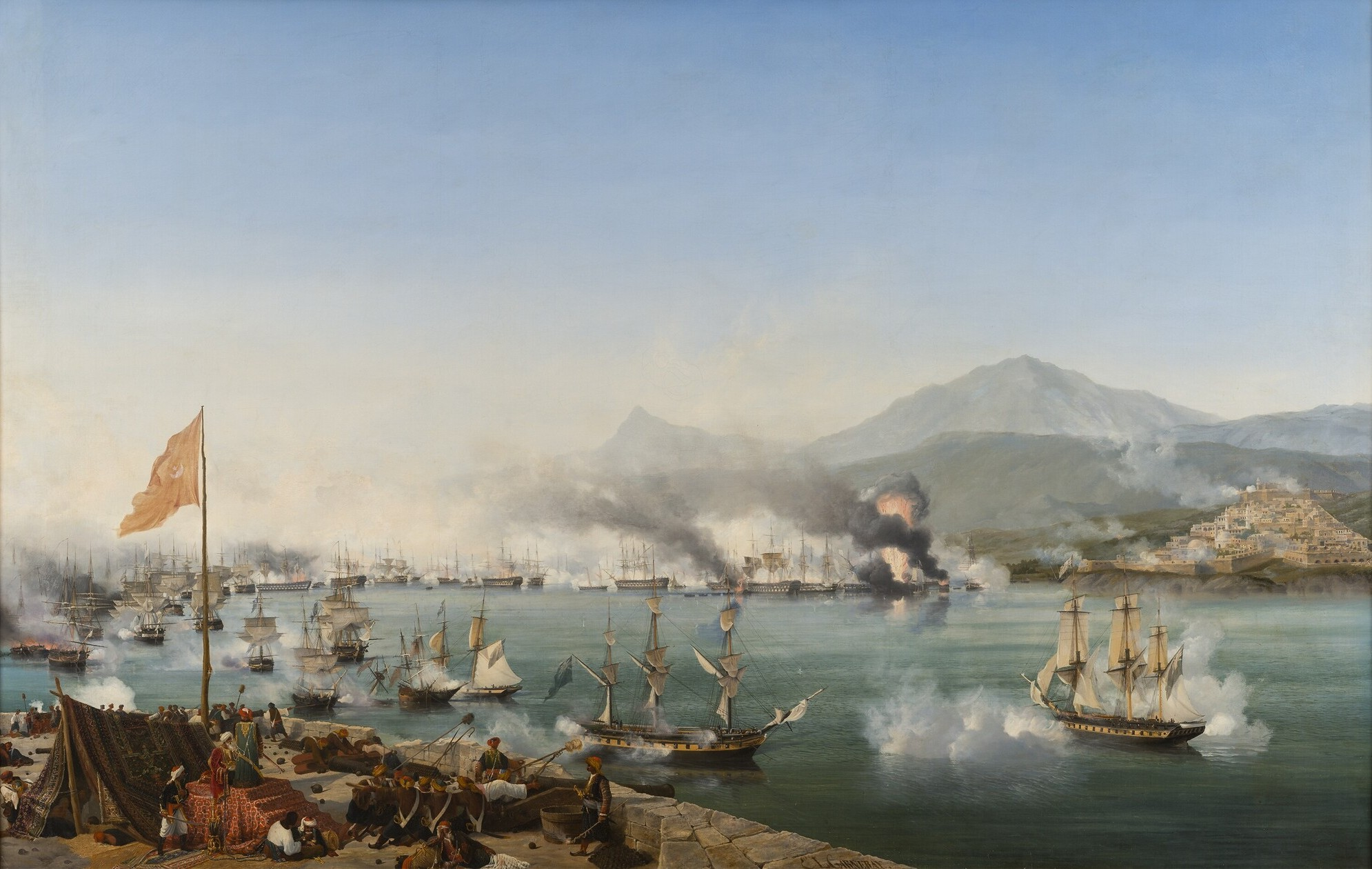
La Batalla de Navarino

Després que la delegació grega, liderada per Aléxandros Mavrokordatos, acceptés els termes del tractat, els aliats es van preparar per insistir en l'armistici i les seves flotes van rebre instruccions per interceptar subministraments destinats a les forces d'Ibrahim Paixà d'Egipte. Quan la flota de Ibrahim Paixà d'Egipte, que havia estat advertida pels britànics i francesos que es mantingués allunyada de Grècia, va abandonar Alexandria i es va unir a altres unitats otomanes/egipcies a Navarino el 8 de setembre, Codrington va arribar amb el seu esquadró a Navarino el 12 de setembre. El 13 d'octubre, Edward Codrington es va unir, davant de Navarino a un esquadró francès al comandament de Henri de Rigny i un esquadró rus al comandament de Lodewijk van Heiden.
A la seva arribada a Navarino, Codgrinton i de Rigny van intentar negociar amb Ibrahim, que va insistir que per ordre del sultà havia de destruir Hydra. Codrington va respondre dient que si les flotes d'Ibrahim intentaven anar a qualsevol lloc menys a casa, hauria de destruir-les. Ibrahim va acceptar escriure al sultà per veure si canviaria les seves ordres, però també es va queixar que els grecs poguessin continuar els seus atacs. Codrington va prometre que impediria que els grecs i els filhel·lens ataquessin els turcs i els egipcis. Després de fer això, va dissoldre la major part de la seva flota, que va tornar a Malta, mentre que els francesos van anar a l'Egeu.
Frank Abney Hastings, un filhel·lè, va destruir un esquadró naval turc durant una incursió a Itea, i Ibrahim va enviar un destacament de la seva flota per combatre'l. Codrington no coneixia les accions d'Hastings i va pensar que Ibrahim estava trencant el seu acord, va interceptar la força i els va fer retirar i ho va tornar a fer l'endemà quan Ibrahim va dirigir la flota en persona. Codrington va reunir la seva flota una vegada més, amb els britànics tornant de Malta i els francesos de l'Egeu. També se'ls va unir el contingent rus liderat pel comte Login Geiden. Ibrahim va començar una campanya per aniquilar els grecs del Peloponès ja que pensava que els aliats havien renegat el seu acord.
El 20 d'octubre de 1827, a mesura que el temps empitjorava, les flotes britàniques, russes i franceses van entrar a la badia de Navarino en formació pacífica per refugiar-se i assegurar-se que la flota egipcio-turca no ataqués Hydra. Quan una fragata britànica va enviar un vaixell per demanar als egipcis que retiressin els brulots, l'oficial a bord va ser mort pels egipcis. La fragata va respondre amb foc de mosquet en represàlia i un vaixell egipci va disparar un tret de canó al vaixell insígnia francès, el Sirene, que va tornar el foc. Es va iniciar un enfrontament total que va acabar amb una victòria completa dels aliats i amb l'aniquilació de la flota egipcio-turca. Dels 89 vaixells egipci-turcs que van participar en la batalla de Navarino, només 14 van tornar a Alexandria i els seus morts superar els 8.000. Els aliats no van perdre cap vaixell i només van patir 181 morts. La Porta va exigir una indemnització als aliats pels vaixells, però la seva demanda va ser rebutjada perquè els turcs havien actuat com a agressors. Els ambaixadors dels tres països també van sortir de Constantinoble.
A la Gran Bretanya, la gent es va alegrar del resultat de la batalla que gairebé va confirmar la independència de Grècia. Però a Whitehall, els alts nivells navals i diplomàtics estaven consternats pel resultat de la seva campanya, considerant que Codrington havia excedit en les seves instruccions provocant un enfrontament amb la flota otomana, i que les seves accions havien compromès greument la capacitat otomana de resistir la invasió russa. A França, la notícia de la batalla va ser rebuda amb gran entusiasme i el govern va tenir un augment inesperat de popularitat. Rússia va aprofitar formalment l'oportunitat per declarar la guerra als turcs l'abril de 1828.
Els grecs es van reagrupar i el govern liderat per Ioannis Kapodístrias va aprofitar la guerra russo-turca per enviar tropes de l'exèrcit hel·lènic reorganitzat a la Grècia central, que va avançar per apoderar-se del màxim de territori possible, incloent Atenes i Tebes, abans que les potències occidentals imposessin un alto el foc. Aquestes victòries gregues es van demostrar decisives per a la inclusió de més territoris en el futur Estat. Al Peloponès, Gran Bretanya i Rússia van acceptar l'oferta de França d'enviar un exèrcit per expulsar les forces d'Ibrahim. Nicolas Joseph Maison, que va rebre el comandament d'un cos expedicionari francès de 15.000 homes, va desembarcar el 30 d'agost de 1828 a Petalidi i va ajudar els grecs a evacuar el Peloponès de totes les tropes hostils el 30 d'octubre. Maison va implementar així la convenció que Codrington havia negociat i signat a Alexandria amb Muhammad Ali, que preveia la retirada de totes les tropes egípcies del Peloponès. Els enginyers militars francesos que van ajudar a reconstruir el Peloponès van estar acompanyades per disset científics distingits de l'expedició de Morea (botànica, zoologia, geologia, geografia, arqueologia, arquitectura i escultura), la feina dels quals va ser de gran importància per a la construcció del nou Estat independent. Les tropes franceses van abandonar definitivament Grècia després de cinc anys, el 1833.
L'últim gran combat de la guerra va ser la batalla de Petra al nord de l'Àtica el 12 de setembre de 1829. Les forces gregues de Dimítrios Ipsilandis, entrenades per primera vegada per lluitar com un exèrcit europeu regular en lloc de guerrilles, van avançar contra les forces d'Aslan Bey i les van derrotar. Els turcs van lliurar totes les terres des de Levàdia fins al riu Esperqueu a canvi d'un pas segur fora de la Grècia central.

## De l'autonomia a la independència
El setembre de 1828 es va obrir la Conferència de Poros per discutir quines haurien de ser les fronteres de Grècia. El 21 de desembre de 1828, els ambaixadors de Gran Bretanya, Rússia i França reunits a Poros van preparar un protocol, que preveia la creació d'un estat autònom governat per un monarca, l'autoritat del qual hauria de ser confirmada per un firman de Mahmud II. La línia fronterera proposada anava des d'Arta fins a Volos i, malgrat els esforços de Ioannis Kapodístrias, el nou estat inclouria només les illes de les Cíclades, les Esporades, Samos i potser Creta. La Sublim Porta, que havia rebutjat la crida a l'armistici el 1827 també va rebutjar les conclusions de la conferència, amb el sultà dient que mai concediria la independència de Grècia, i la guerra continuaria fins que reconquerís tota Grècia. A partir del Protocol de Poros, la Conferència de Londres va acordar un nou protocol el 22 de març de 1829, que va acceptar la majoria de les propostes dels ambaixadors però va dibuixar les fronteres més al sud que la proposta inicial i no va incloure Samos i Creta en el nou estat.
Pressionat per Rússia, l'Imperi Otomà finalment va acceptar els termes del Tractat de Londres de 1827 i del Protocol de 1829. Poc després, Gran Bretanya i França van concebre la idea d'un estat grec independent, intentant limitar la influència de Rússia sobre ell. A Rússia no li va agradar la idea però no va poder rebutjar-la i, en conseqüència, les tres potències van acordar finalment crear un estat grec independent sota la seva protecció conjunta, concloent els protocols del 3 de febrer de 1830. El tron grec es va oferir inicialment a Leopold de Saxònia-Coburg Saalfeld, que desanimat per Kapodistrias i insatisfet amb la frontera Aspropotamos-Zitouni que va substituir la línia Arta-Volos, es va negar. Les negociacions es van estancar temporalment després que Kapodistrias fos assassinat el 1831 a Nàuplia per Geórgios Mavromikhalis, després d'haver exigit que se sotmetin incondicionalment a la seva autoritat i quan es van negar, Kapodistrias va posar Geórgios Mavromikhalis a la presó, provocant vots de venjança del seu clan.
La retirada de Leopold com a candidat al tron de Grècia i la revolució francesa de Juliol van retardar encara més l'assentament final de les fronteres del nou regne, fins que es va formar el nou govern a Gran Bretanya amb Lord Palmerston com a secretari d'Afers Exteriors britànic, qui va acceptar la frontera Arta-Volos. El maig de 1832, Palmerston va convocar la Conferència de Londres. Les tres grans potències, Gran Bretanya, França i Rússia, van oferir el tron al príncep bavarès Otó de Wittelsbach; mentrestant, la Cinquena Assemblea Nacional de Nàuplia havia aprovat l'elecció d'Otto i havia aprovat la Constitució de 1832. Com a cogarants de la monarquia, les Grans Potències també van acordar garantir un préstec de 60 milions de francs al nou rei, donant poder als seus ambaixadors a la capital otomana per assegurar el final de la guerra. Segons el protocol signat el 7 de maig de 1832 entre Baviera i les potències protectores, Grècia es definia com un "estat monàrquic i independent" però havia de pagar una indemnització a la Porta. El protocol esbossava la manera com s'havia de gestionar la Regència fins que Otto assolí la seva majoria, alhora que concloïa el segon préstec grec per una suma de 2,4 milions de lliures.
El 21 de juliol de 1832, Stratford Canning i la resta de representants de les grans potències van signar el Tractat de Constantinoble, que definia els límits del nou Regne grec a la línia Artà-Volos. Les fronteres del regne van ser reiterades en el Tractat de Londres del 30 d'agost de 1832, també signat per les Grans Potències, que va ratificar els termes de l'acord de Constantinoble.

## Tractat de pau

Expansió territorial de Grècia entre 1830 i 1947

La presència de les forces armades de les potències i els esforços de Rússia, van obligar els otomans a assumir l'hegemonia dels aliats. El Tractat d'Adrianòpolis de 1829 va posar fi a la Guerra russo-turca en la qual Rússia havia aconseguit importants victòries en el Caucas i els Balcans, i a les aspiracions de Rússia al sud-est d'Europa. L'Imperi Otomà, vençut, va acceptar les condicions que les potències imposaren sobre Grècia, és a dir la independència d'aquesta i s'obligava als otomans a cedir a Rússia les illes situades a la desembocadura del Danubi, la franja caucàsica de la costa del mar Negre i a permetre utilitzar el pas de l'estret dels Dardanels. Així mateix, l'Imperi Otomà va reconèixer la sobirania de Rússia en Geòrgia, l'autonomia de Sèrbia i l'autonomia de Moldàvia i Valàquia (garantint la seva prosperitat, i la plena "llibertat de comerç ") sota la supervisió de Rússia.
El 1830, França, Gran Bretanya i Rússia van signar el Protocol de Londres, pel qual negaven la Constitució grega i declaraven la independència d'una Grècia sota la seva protecció. L'extensió de l'Estat grec era considerablement inferior al que els grecs esperaven: la frontera nord es va establir lleugerament més al nord del golf de Corint, per haver de renunciar al sud de Tessàlia.

## Monarquia grega

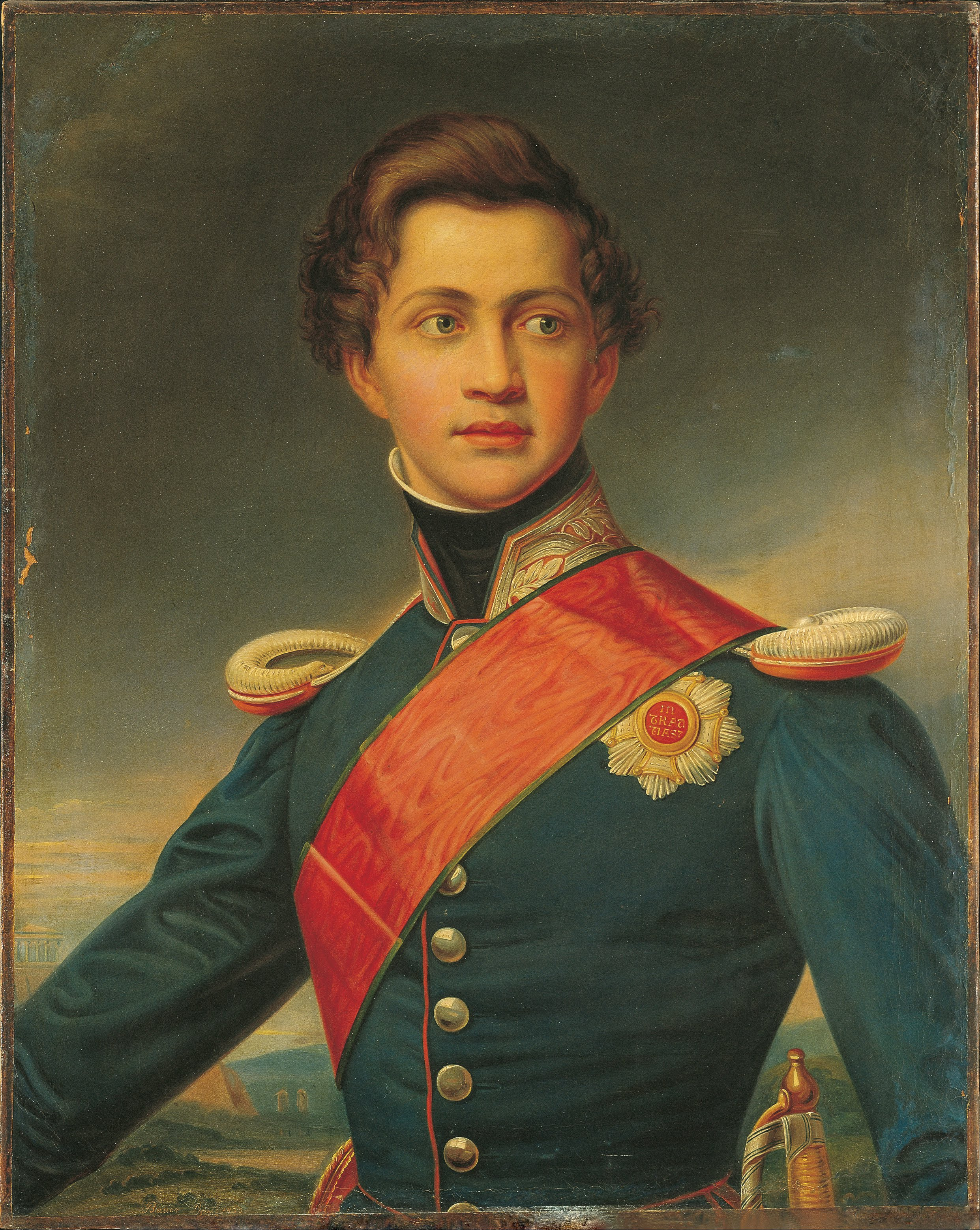
El Rei Otó I

A la guerra de la Independència li seguí un període de gran inestabilitat civil. El conflicte de faccions seguia existint i els grecs, que havien previst un renaixement del seu país d'acord amb l'antiga Hèlade, es van oposar fermament a la reducció del seu territori. Mentre que les potències buscaven un rei per a Grècia, l'administració del país va recaure sobre l'abans president provisiona Ioannis Kapodístrias, que va governar un règim dictatorial fins al seu assassinat a 1831.
Va esclatar la guerra civil i, després de constituir Grècia en regne, Otó de Baviera va acceptar a 1832 el tron que li oferien les potències europees i va ser coronat l'any següent com Otó I de Grècia, però la seva gestió no va ser del gust dels hel·lènics i va ser deposat per una Assemblea Nacional recolzada per les potències europees l'any 1862.

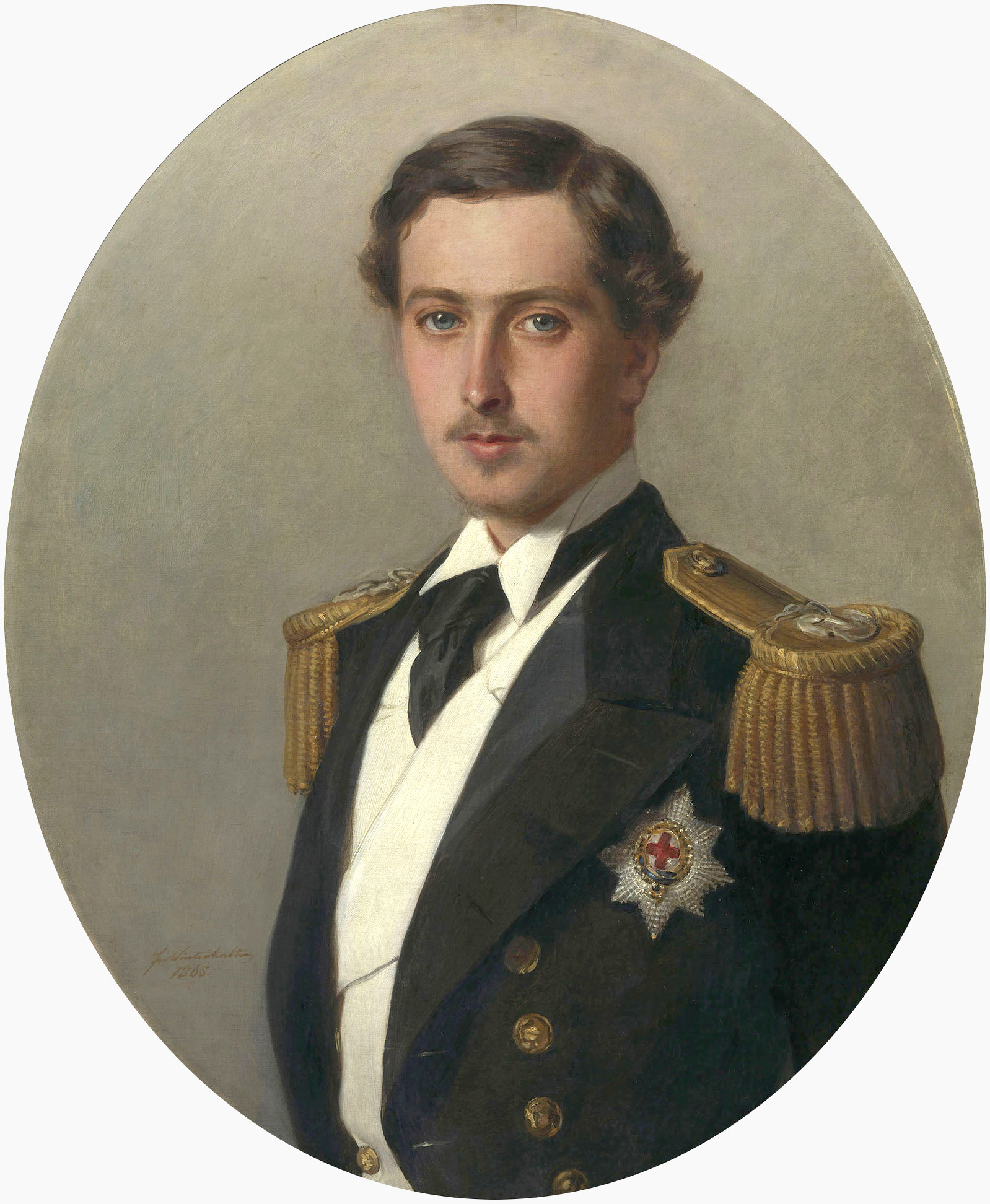
Príncep Alfred de la Gran Bretanya, duc de Saxònia-Coburg Gotha

El príncep Alfred, segon fill de la reina Victòria d'Anglaterra i duc de Saxònia-Coburg Gotha va ser elegit rei per plebiscit nacional, però el govern britànic va rebutjar l'oferta del poble hel·lènic i designà el príncep Jordi de Dinamarca, segon fill del rei Cristià IX com a nou rei dels hel·lens. Els grecs van acceptar el candidat, i el príncep va ser coronat amb el nom de Jordi I de Grècia, a 1863, mantenint la seva dinastia fins a l'abolició de la monarquia l'any 1973.

### Reis de Grècia
- Otó I (1832-1862)
- Jordi I (1863-1913)
- Constantí I (1913-1917) (1920-1922)
- Alexandre I (1917-1920)
- Jordi II (1922-1923) (1935-1941) (1946-1947)
- Pau I (1947-1964)
- Constantí II (1964-1973)